# 정 헌공
정 헌공(鄭獻公, ? ~ 기원전 501년)은 중국 춘추 시대 정나라의 임금이다. 이름은 채(蠆)이다.

## 사적
정 정공 16년(기원전 514년), 아버지 정공이 죽어 헌공이 뒤를 이었다.
정 헌공 13년(기원전 501년), 헌공이 죽고 아들 승(정 성공)이 뒤를 이었다.